# Rhyacophila lepnevae
Rhyacophila lepnevae là một loài Trichoptera trong họ Rhyacophilidae. Chúng phân bố ở miền Cổ bắc.